# Incala gorilla
Incala gorilla är en skalbaggsart som beskrevs av Thomson 1860. Incala gorilla ingår i släktet Incala och familjen Cetoniidae. Inga underarter finns listade i Catalogue of Life.